# Teatro Principal (Burgos)
El Teatro Principal és un teatre al Paseo del Espolón s/n de la ciutat de Burgos. Les obres van començar el 1843 sota la direcció de l'arquitecte Francisco de Angoitia Abasolo. Les obres es van interrompre unes vegades per manca de diners, i es fac inaugura finalment després de molt maldecaps el 1858. L'estil és una mostra academicista dominant en el regnat d'Isabel II d'Espanya, anomenada estil isabelí. Es va tancar «temporalment» en plena dictadura franquista el 28 d'agost de 1946. Després de mig segle d'inactivitat queia en ruïnes. Va reobrir les portes el 7 de juliol de 1997 després d'una intensiva campanya de restauració.